# Mrs. GREEN APPLE (アルバム)
『Mrs. GREEN APPLE』（ミセス・グリーン・アップル）は、日本のロックバンド・Mrs. GREEN APPLEが2017年1月11日にEMI Recordsから発売した2枚目のフルアルバムである。

## 内容
前作「TWELVE」から約1年ぶりに発売されたオリジナルアルバム。
山中曰く、今作は洋楽のティーン・ポップにインスピレーションを得て制作されたとのこと。
初回限定盤、Picture Book Editionと題された完全生産限定盤、通常盤の3形態で発売された。完全生産限定盤には特典としてMR. MEN LITTLE MISSとコラボした16ページからなる絵本が付属され、初回限定盤には特典として2016年10月29日に赤坂BLITZで開催された「AKASAKA BLITZ HALLOWEEN 2016 ～Mrs. FANCY PARTY～」より「VIP」「ミスカサズ」「アンゼンパイ」「うブ」「愛情と矛先」のライブ映像と、「Mrs. はじめての5人旅」が収録されたDVDが同梱された。

## 収録曲
| 全作詞・作曲: 大森元貴。 |                              |           |            |                                                        |      |
| #                        | タイトル                     | 作詞      | 作曲・編曲 | 編曲                                                   | 時間 |
| 1.                       | 「Lion」                     | 大森元貴  | 大森元貴   | 大森元貴                                               | 3:50 |
| 2.                       | 「In the Morning」           | 大森元貴  | 大森元貴   | 大森元貴、中西亮輔 (ストリングス&トランペットアレンジ) | 3:57 |
| 3.                       | 「おもちゃの兵隊」           | 大森元貴  | 大森元貴   | 大森元貴、伊藤賢 (ストリングスアレンジ)                | 3:11 |
| 4.                       | 「絶世生物」                 | 大森元貴  | 大森元貴   | 大森元貴                                               | 3:30 |
| 5.                       | 「soFt-dRink」               | 大森元貴  | 大森元貴   | 大森元貴                                               | 4:31 |
| 6.                       | 「鯨の唄」                   | 大森元貴  | 大森元貴   | 大森元貴、中西亮輔 (ストリングスアレンジ)              | 6:02 |
| 7.                       | 「うブ」                     | 大森元貴  | 大森元貴   | 大森元貴                                               | 4:15 |
| 8.                       | 「サママ・フェスティバル！」 | 大森元貴  | 大森元貴   | 大森元貴、中西亮輔 (ストリングスアレンジ)              | 4:23 |
| 9.                       | 「Oz (Album Version)」       | 大森元貴  | 大森元貴   | 大森元貴、高橋諒 (ストリングス&ホーンアレンジ)         | 4:11 |
| 10.                      | 「Just a Friend」            | 大森元貴  | 大森元貴   | 大森元貴                                               | 4:09 |
| 11.                      | 「FACTORY」                  | 大森元貴  | 大森元貴   | 大森元貴                                               | 3:32 |
| 12.                      | 「umbrella (Album Version)」 | 大森元貴  | 大森元貴   | 大森元貴、中西亮輔 (ストリングスアレンジ)              | 5:27 |
| 13.                      | 「JOURNEY」                  | 大森元貴  | 大森元貴   | 大森元貴                                               | 2:56 |
| 合計時間:                | 合計時間:                    | 合計時間: | 53:54      |                                                        |      |

## 参加ミュージシャン
Mrs. GREEN APPLE
- Mrs. GREEN APPLE：Additional Chorus (#1,8)
- 大森元貴：Vocal & Electric Guitar & Acoustic  Guitar & Chorus & Programming
- 若井滉斗：Electric Guitar
- 山中綾華：Drums
- 藤澤涼架：Acoustic Piano & Keyboard & Synthesizer & Programming
- 髙野清宗：E.Bass & Synth.Bass

Additional Musician
- 高橋諒：Additional Synthesizer Programming (#1,5,9,10)
- 中西亮輔：Additional Synthesizer Programming (#2,6,8,12)
- 伊藤賢：Additional Synthesizer Programming (#3,11,13)
- 須原杏ストリングス：Strings (#2,3,6)
- CHICA：1st Violin (#8,12)
- 杉野裕：2nd Violin (#8,12)
- 松本有理：Viola (#8,12)
- 篠崎由紀：Cello (#8,12)
- 高荒海：Trumpet (#2,9)
- 鈴木圭：Tenor Sax (#9)
- 半田信英：Trombone (#9)

## タイアップ
In the Morning
フジテレビ系列ドキュメンタリーバラエティ番組『#nakedEve』エンディングテーマ
soFt-dRink
映画『ポエトリーエンジェル』主題歌
サママ・フェスティバル!
日本工学院2016CMソング
テレビ朝日系列音楽番組『musicる TV』6月度オープニングテーマ
Just a Friend
ハウステンボス「NEW YEAR ハウステンボス篇」CMソング